# Claino con Osteno
Claino con Osteno es una localidad y comune italiana de la provincia de Como, región de Lombardía, con 527 habitantes.

## Evolución demográfica
| Gráfica de evolución demográfica de Claino con Osteno entre 1861 y 2001 |
|                                                                         |
| Fuente ISTAT - elaboración gráfica de Wikipedia                         |